# Estación de Lourmel
Lourmel es una estación del metro de París situada en el XV Distrito al suroeste de la capital. Pertenece a la línea 8.

## Historia
La estación se inauguró el 27 de julio de 1937 con la prolongación de la línea 8 hacía Balard. 
Debe su nombre al general francés Frédéric Henri Le Normand de Lourmel fallecido en la batalla de Inkerman en 1854 tras ser herido en el pecho por una bala.

## Descripción
A pesar de no haber sido nunca terminal de la línea se compone de 2 andenes de 105 metros de longitud y de tres vías, ordenados de la siguiente forma: v-a-v-v-a. Ello se debe a que una de las vías enlaza con el taller de Javel que se encarga del mantenimiento de los trenes de la línea 8.
Está diseñada en bóveda elíptica revestida completamente de los clásicos azulejos blancos biselados del metro parisino, con la única excepción del zócalo que es de color marrón. Los paneles publicitarios emplean un fino marco dorado con adornos en la parte superior. 
Su iluminación ha sido renovada empleando el modelo vagues (olas) con estructuras casi adheridas a la bóveda que sobrevuelan ambos andenes proyectando la luz en varias direcciones.
La señalización por su parte usa la moderna tipografía Motte donde el nombre de la estación aparece en letras blancas sobre un panel metálico de color azul. Por último, los escasos asientos de la estación son blancos, individualizados y también de tipo Motte.